# Agapetus rama
Agapetus rama är en nattsländeart som beskrevs av Schmid 1958. Agapetus rama ingår i släktet Agapetus och familjen stenhusnattsländor. Inga underarter finns listade i Catalogue of Life.